# (5788) 1992 NJ
(5788) 1992 NJ es un asteroide perteneciente al cinturón de asteroides, región del sistema solar que se encuentra entre las órbitas de Marte y Júpiter, descubierto el 1 de julio de 1992 por Robert H. McNaught desde el Observatorio de Siding Spring, Nueva Gales del Sur, Australia.

## Designación y nombre
Designado provisionalmente como 1992 NJ.

## Características orbitales
1992 NJ está situado a una distancia media del Sol de 3,195 ua, pudiendo alejarse hasta 3,387 ua y acercarse hasta 3,002 ua. Su excentricidad es 0,060 y la inclinación orbital 22,85 grados. Emplea 2086,06 días en completar una órbita alrededor del Sol.

## Características físicas
La magnitud absoluta de 1992 NJ es 12,3. Tiene 17,748 km de diámetro y su albedo se estima en 0,065. 